# Championnat de Tchéquie de hockey sur glace
L’Extraliga est la plus haute ligue professionnelle de hockey sur glace en Tchéquie. La ligue est considérée comme le cinquième meilleur au monde.

## Historique

Ancien logo de la ligue

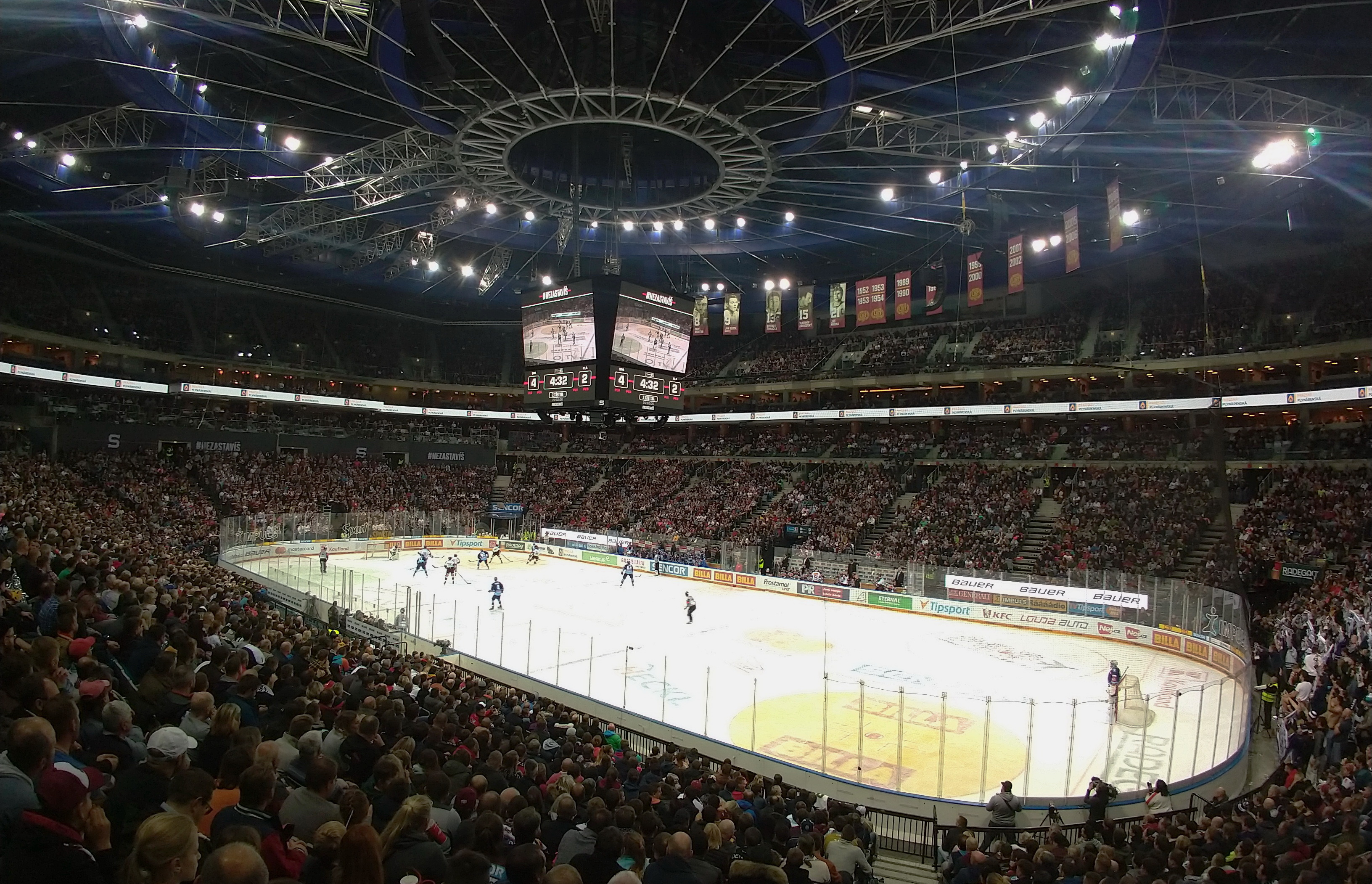
Match d'Extraliga tchèque dans l'O2 Arena

Le premier championnat se déroulant en Tchéquie, est le Championnat de Bohème, alors un des territoires de l'Empire austro-hongrois, en 1909. Une équipe nationale participait également aux Championnats d'Europe. Après la Première Guerre mondiale, la Tchécoslovaquie est formée et un championnat rassemble les équipes de hockey sur glace à partir de 1936. En 1938, à l'issue des Accords de Munich, la Tchécoslovaquie est dissoute et la Bohême-Moravie devient un protectorat du Reich allemand, et un nouveau championnat est formé regroupant les équipes de ces deux régions. En 1945, la Tchécoslovaquie est recréée ainsi que son championnat.
L'Extraliga existe depuis 1993 et tire ses racines de l'ancienne première division tchécoslovaque qui fut dissoute après la scission du pays en deux parties : la République tchèque et la Slovaquie le 1er janvier 1993.
Ainsi, en même temps que la scission est réalisée, chaque pays adopte un championnat portant le même nom. Le nom de la ligue est à louer, et il change régulièrement, selon le nom du sponsor. La ligue a porté les noms suivants :
- En 1999-2000, Staropramen Extraliga;
- De 2000 à 2002 Český Telecom Extraliga;
- De 2002 à 2006 Tipsport Extraliga;
- De 2006 à 2010 : O2 Extraliga ;
- Depuis 2010 : Tipsport Extraliga

Le championnat de Slovaquie s'appelle actuellement la Slovnaft Extraliga.
L'équipe finissant à la dernière place du championnat doit jouer une série contre l'équipe finissant à la première place de la division inférieure, la 1. Liga.

## Clubs de l'Extraliga
| \| Brno České Budějovice Hradec Králové Karlovy Vary Kladno Liberec Litvínov Mladá Boleslav Olomouc Pardubice Plzeň Sparta Praha Třinec Vítkovice \| Localisation des clubs engagés dans le championnat. |
| Brno České Budějovice Hradec Králové Karlovy Vary Kladno Liberec Litvínov Mladá Boleslav Olomouc Pardubice Plzeň Sparta Praha Třinec Vítkovice                                                           |

| Équipe                    | Ville            | Stade                  |
| ------------------------- | ---------------- | ---------------------- |
| Bílí tygři Liberec        | Liberec          | Home Credit Arena      |
| BK Mladá Boleslav         | Mladá Boleslav   | ŠKO-ENERGO Aréna       |
| HC Dynamo Pardubice       | Pardubice        | Entera arena Pardubice |
| HC Energie Karlovy Vary   | Karlovy Vary     | KV Arena               |
| HC Kometa Brno            | Brno             | Winning Group Arena    |
| HC Verva Litvínov         | Litvínov         | ZS Ivana Hlinky        |
| HC Motor České Budějovice | České Budějovice | Budvar aréna           |
| HC Oceláři Třinec         | Třinec           | Werk Arena             |
| HC Olomouc                | Olomouc          | ZS Olomouc             |
| HC Škoda Plzeň            | Plzeň            | LogSpeed CZ Arena      |
| HC Sparta Praha           | Prague           | O2 Arena               |
| HC Vítkovice Ridera       | Vítkovice        | Ostravar Aréna         |
| Mountfield HK             | Hradec Králové   | ČPP Aréna              |
| Rytíři Kladno             | Kladno           | ČEZ Stadium Kladno     |

## Palmarès

### Par année
| Année | Vainqueur                     | Finaliste                     | 3e place                       | Vainqueur de la saison réguière |
| ----- | ----------------------------- | ----------------------------- | ------------------------------ | ------------------------------- |
| 1994  | HC Olomouc                    | HC Pardubice                  | Poldi SONP Kladno              | Poldi SONP Kladno               |
| 1995  | HC Dadák Vsetín               | AC ZPS Zlín                   | HC České Budějovice            | HC Dadák Vsetín                 |
| 1996  | HC Petra Vsetín               | HC Chemopetrol Litvínov       | HC Sparta Prague               | HC Sparta Prague                |
| 1997  | HC Petra Vsetín               | HC Vítkovice Steel            | HC Sparta Prague               | HC Petra Vsetín                 |
| 1998  | HC Slovnaft Vsetín            | HC Železárny Třinec           | HC Vítkovice Steel             | HC Slovnaft Vsetín              |
| 1999  | HC Slovnaft Vsetín            | HC ZPS Barum Zlín             | HC Železárny Třinec            | HC Slovnaft Vsetín              |
| 2000  | HC Sparta Prague              | HC Slovnaft Vsetín            | HC Keramika Plzen              | HC Sparta Prague                |
| 2001  | VHK Vsetín                    | HC Sparta Prague              | HC Vítkovice Steel             | VHK Vsetín                      |
| 2002  | HC Sparta Prague              | HC Vítkovice Steel            | HC Hamé Zlín                   | HC Sparta Prague                |
| 2003  | HC Slavia Prague              | HC ČSOB Pojišťovna Pardubice  | HC Sparta Prague               | HC ČSOB Pojišťovna Pardubice    |
| 2004  | HC Hamé Zlín                  | HC Slavia Prague              | HC Sparta Prague               | HC Moeller Pardubice            |
| 2005  | HC Moeller Pardubice          | HC Hamé Zlín                  | HC Bílí Tygři Liberec          | HC Hamé Zlín                    |
| 2006  | HC Sparta Prague              | HC Slavia Prague              | HC Znojmo                      | HC Bílí Tygři Liberec           |
| 2007  | HC Sparta Prague              | HC Moeller Pardubice          | HC Liberec                     | HC Liberec                      |
| 2008  | HC Slavia Prague              | Energie Karlovy Vary          | HC Mountfield České Budějovice | HC Mountfield České Budějovice  |
| 2009  | Energie Karlovy Vary          | HC Slavia Prague              | HC Sparta Prague               | HC Slavia Prague                |
| 2010  | HC Eaton Pardubice            | HC Vítkovice Steel            | HC Slavia Prague               | HC Škoda Plzeň                  |
| 2011  | HC Oceláři Třinec             | HC Vítkovice Steel            | HC Eaton Pardubice             | HC Oceláři Třinec               |
| 2012  | HC ČSOB Pojišťovna Pardubice  | HC Kometa Brno                | HC Škoda Plzeň                 | HC Sparta Prague                |
| 2013  | HC Škoda Plzeň                | PSG Zlín                      | HC Slavia Prague               | PSG Zlín                        |
| 2014  | PSG Zlín                      | HC Kometa Brno                | HC Sparta Prague               | HC Sparta Prague                |
| 2015  | HC Verva Litvínov             | HC Oceláři Třinec             | HC Kometa Brno                 | HC Oceláři Třinec               |
| 2016  | HC Bílí Tygři Liberec         | HC Sparta Prague              | HC Škoda Plzeň                 | HC Bílí Tygři Liberec           |
| 2017  | HC Kometa Brno                | HC Bílí Tygři Liberec         | Mountfield HK                  | HC Bílí Tygři Liberec           |
| 2018  | HC Kometa Brno                | HC Oceláři Třinec             | HC Škoda Plzeň                 | HC Škoda Plzeň                  |
| 2019  | HC Oceláři Třinec             | HC Bílí Tygři Liberec         | HC Škoda Plzeň                 | HC Bílí Tygři Liberec           |
| 2020  | séries éliminatoires annulées | séries éliminatoires annulées | séries éliminatoires annulées  | HC Bílí Tygři Liberec           |
| 2021  | HC Oceláři Třinec             | HC Bílí Tygři Liberec         | HC Sparta Prague               | HC Sparta Prague                |
| 2022  | HC Oceláři Třinec             | HC Sparta Prague              | HC České Budějovice            | Mountfield HK                   |
| 2023  | HC Oceláři Třinec             | Mountfield HK                 | Dynamo Pardubice               | HC Vítkovice                    |
| 2024  | HC Oceláři Třinec             | Dynamo Pardubice              | Sparta Prague                  | HC Litvínov                     |
| 2025  | HC Kometa Brno                | Dynamo Pardubice              | Sparta Prague                  | Sparta Prague                   |

### Par équipe
| Équipe               | Champion | Finale | 3e place | Année remportée                    |
| -------------------- | -------- | ------ | -------- | ---------------------------------- |
| HC Oceláři Třinec    | 6        | 3      | 1        | 2011, 2019, 2021, 2022, 2023, 2024 |
| VHK Vsetín           | 6        | 1      | 0        | 1995, 1996, 1997, 1998, 1999, 2001 |
| HC Sparta Prague     | 4        | 3      | 9        | 2000, 2002, 2006, 2007             |
| HC Dynamo Pardubice  | 3        | 5      | 2        | 2005, 2010, 2012                   |
| HC Kometa Brno       | 3        | 2      | 1        | 2017, 2018, 2025                   |
| HC Zlín              | 2        | 4      | 1        | 2004, 2014                         |
| HC Slavia Prague     | 2        | 3      | 2        | 2003, 2008                         |
| HC Liberec           | 1        | 3      | 2        | 2016                               |
| Energie Karlovy Vary | 1        | 1      | 0        | 2009                               |
| HC Verva Litvínov    | 1        | 1      | 0        | 2015                               |
| HC Olomouc           | 1        | 0      | 0        | 1994                               |
| HC Škoda Plzeň       | 1        | 0      | 5        | 2013                               |
| HC Vítkovice Steel   | 0        | 4      | 2        | –                                  |
| Mountfield HK        | 0        | 1      | 1        | –                                  |
| HC České Budějovice  | 0        | 0      | 3        | –                                  |
| HC Kladno            | 0        | 0      | 1        | –                                  |
| HC Znojmo            | 0        | 0      | 1        | –                                  |